# Барлуа, Валери
Валери Барлуа (фр. Valérie Barlois, р.28 мая 1969) — французская фехтовальщица-шпажистка, олимпийская чемпионка и чемпионка мира. В замужестве получила фамилию Мевель (фр. Mevel), в 2001 году развелась, а в 2005 вышла замуж за олимпийского призёра Робера Леру и стала носить фамилию Леру (фр. Leroux).

## Биография
Родилась в 1969 году в Мелёне. В 1991 и 1995 годах становилась обладательницей серебряных медалей чемпионата мира. В 1996 году на Олимпийских играх в Атланте стала обладательницей золотой и серебряной медалей. В 1997 году завоевала бронзовую медаль чемпионата мира. В 1998 году стала чемпионкой мира. В 2000 году приняла участие в Олимпийских играх в Сиднее, однако там французские шпажистки стали лишь пятыми, и в личном турнире она тоже стала пятой.